# Gebersbach-Knobelsdorf
Gebersbach-Knobelsdorf war eine Gemeinde in den Landkreisen Döbeln und Mittelsachsen, die von 1970 bis 1994 bestand. Die Orte wurden 1994 in die Gemeinde Ziegra-Knobelsdorf integriert und gehören nach der Aufteilung dieser zum Jahreswechsel 2012/13 zur Stadt Waldheim.
1990 lebten in der Gemeinde 737 Personen. 1964, vor der Gemeindegründung, lebten in Gebersbach 566 und in Knobelsdorf 350 Personen. Zur Gemeinde gehörten zudem die in die Fusionsgemeinden eingemeindeten Orte Heyda (1950) und Rudelsdorf (1961).

## Belege
1. ↑  Gebersbach-Knobelsdorf – HOV | ISGV. Abgerufen am 27. März 2024.

Koordinaten: 51° 5′ N, 13° 4′ O